# ذمول (طعام)
ذمول اكلة يمنية وهو كعك يمني شهير يصنع بطرق مختلفه تحضر بالماء الفاتر.الملح، والخميرة الفوريّة. السكر المذابتان بالسمنة. البيض حبة البركة الطحين الأبيض.